# 24-Stunden-Rennen von Le Mans 1970

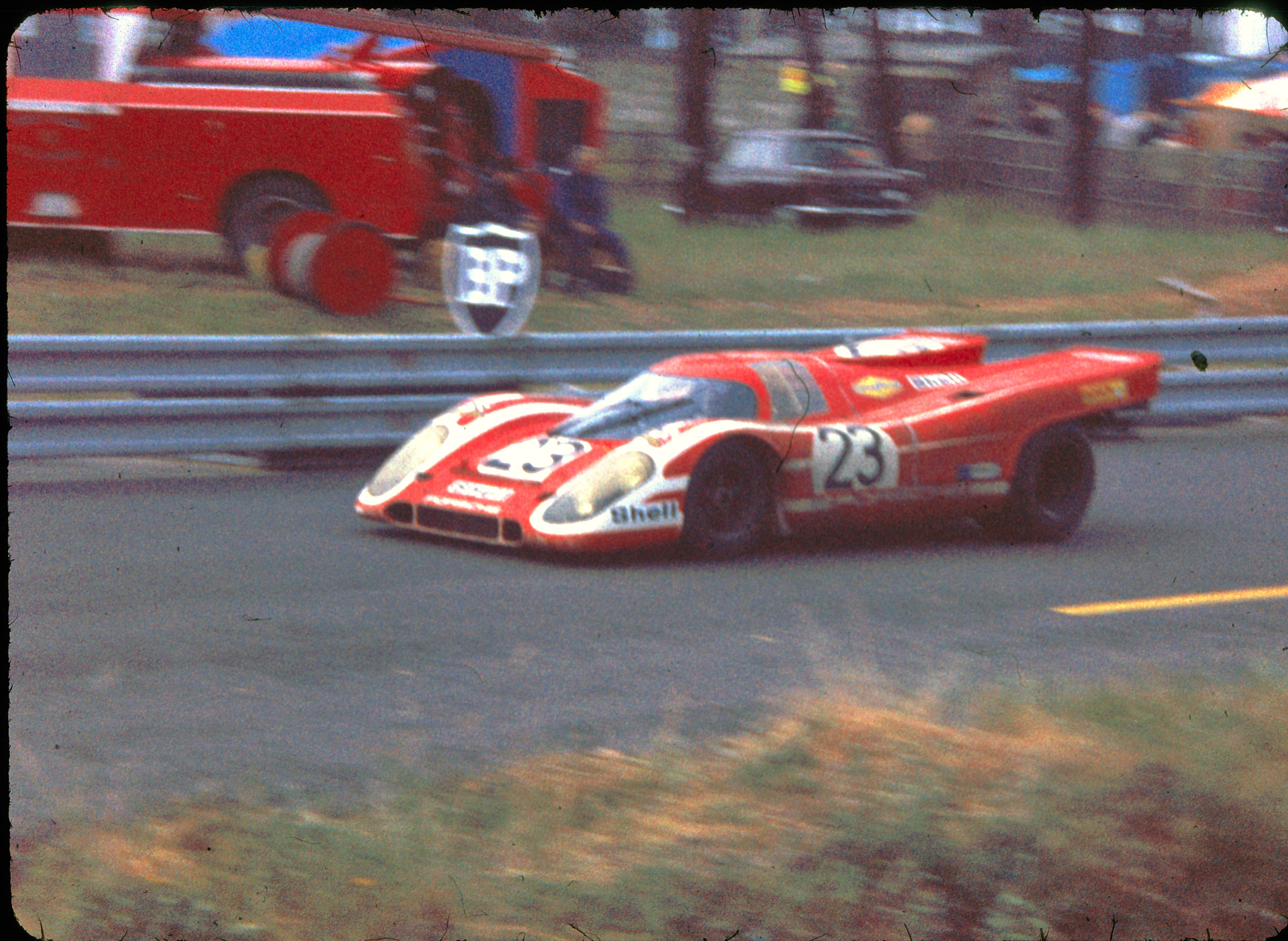
Der siegreiche Porsche 917 Kurzheck mit der Startnummer 23. Mit diesem Fahrzeug feierten Hans Herrmann und Richard Attwood den ersten Gesamtsieg von Porsche in Le Mans

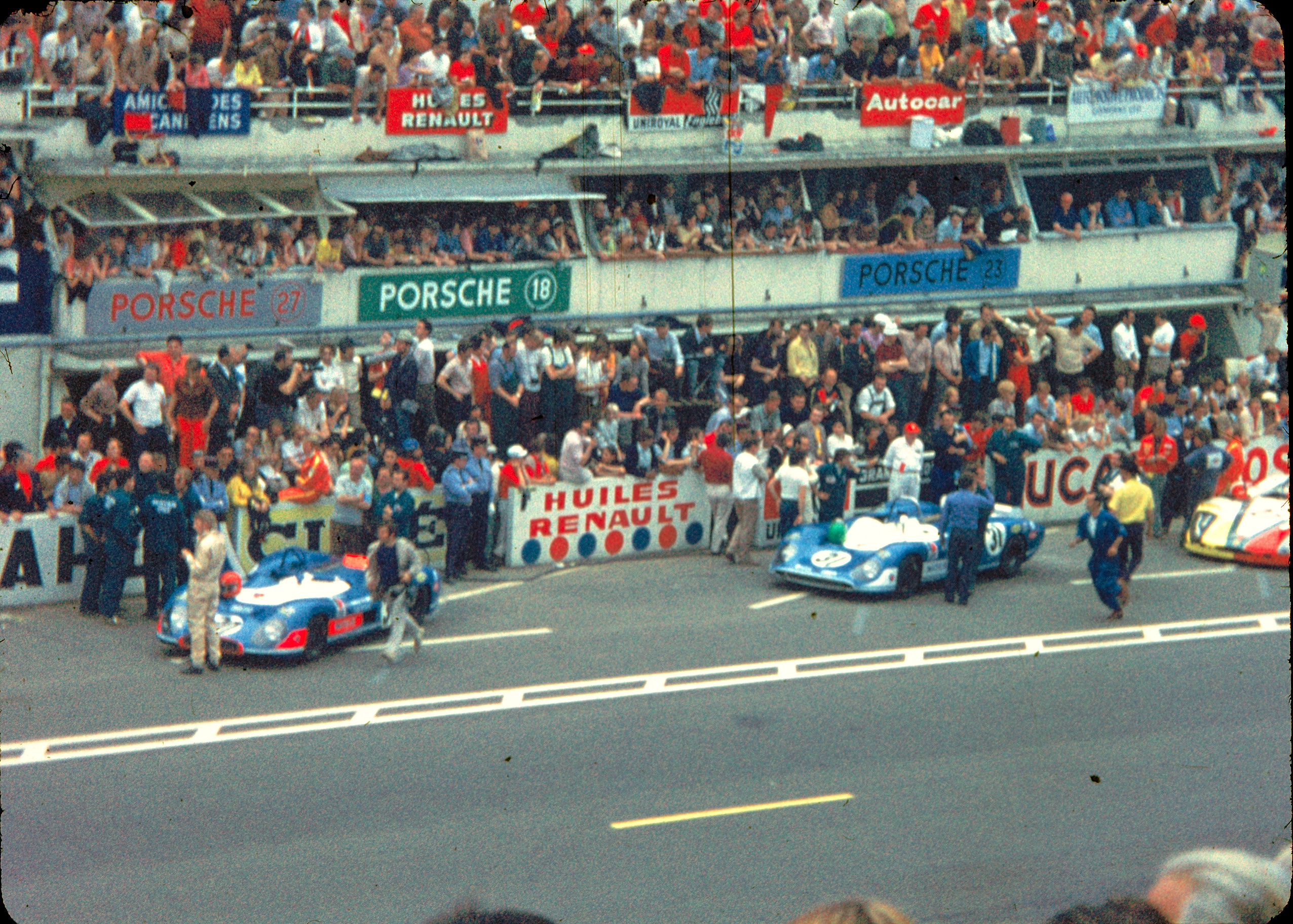
1970 war die Boxengasse nur durch eine doppelte Sperrlinie von der Rennbahn getrennt. Im Bild zwei der drei Werks-Matra und der Porsche 908 von Helmut Marko und Rudi Lins vor dem Rennstart

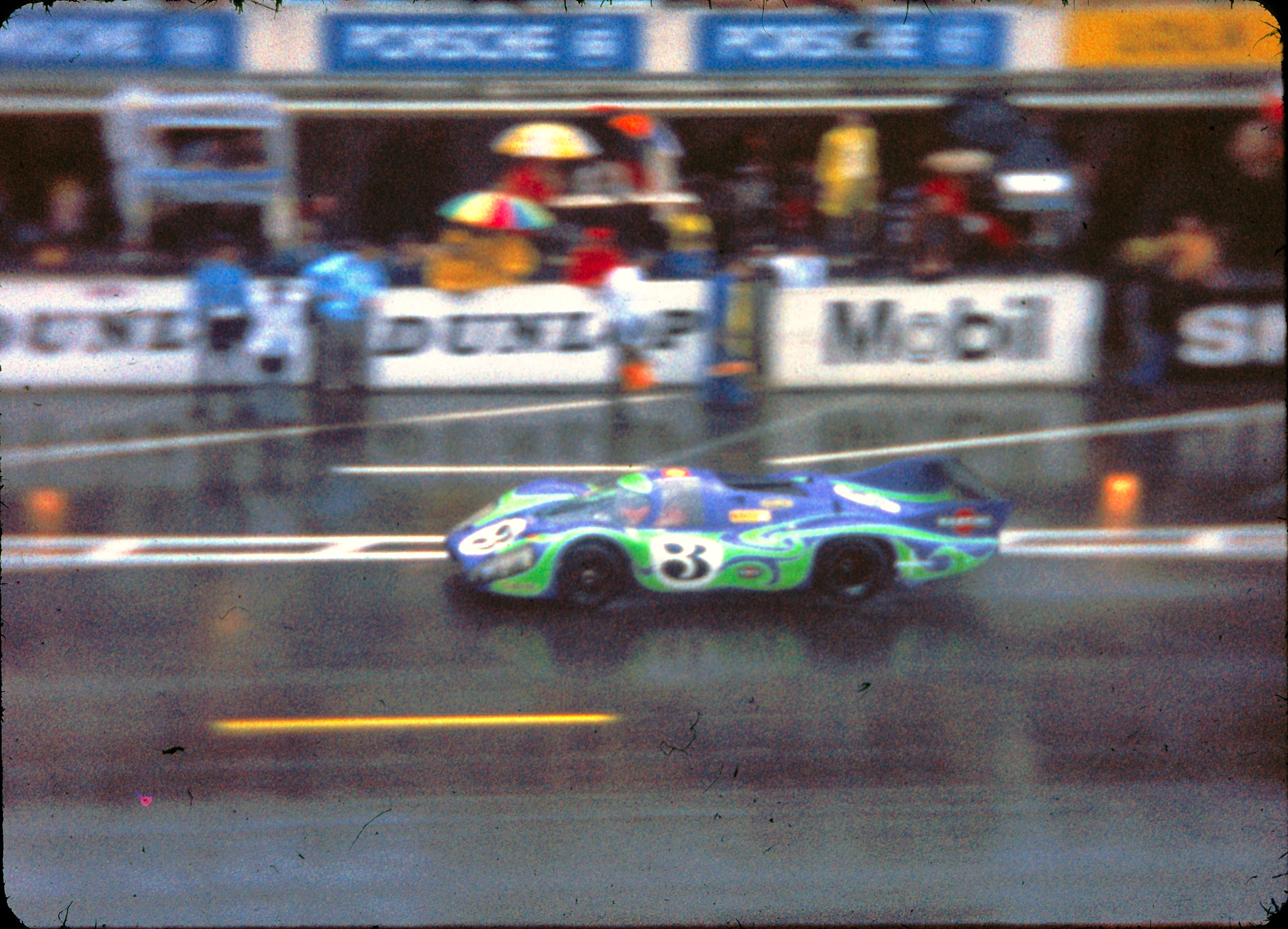
Der zweitplatzierte Porsche 917 Langheck von Gérard Larrousse und Willi Kauhsen im Regen

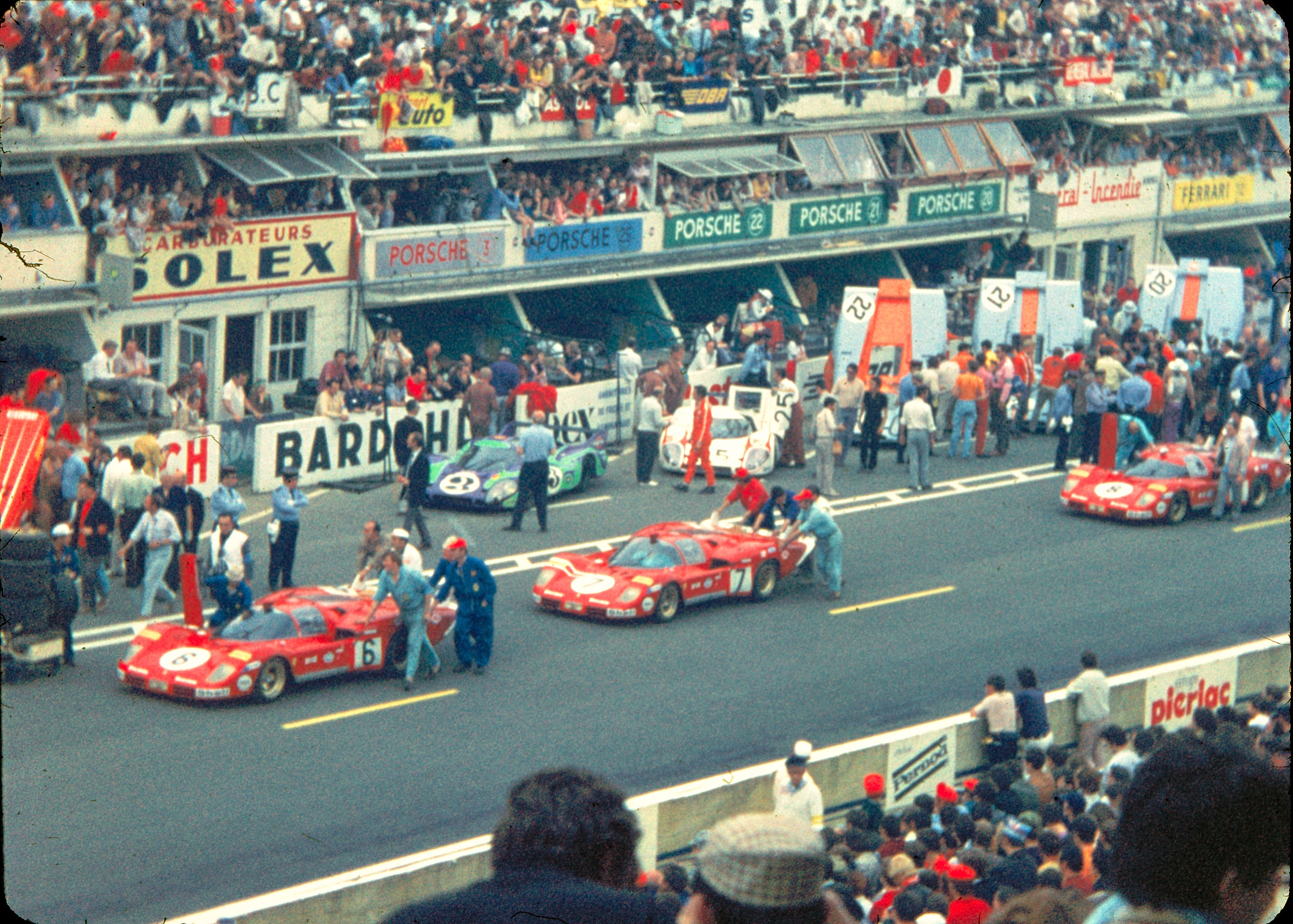
Drei Werks-Ferrari 512S werden zur Startaufstellung geschoben

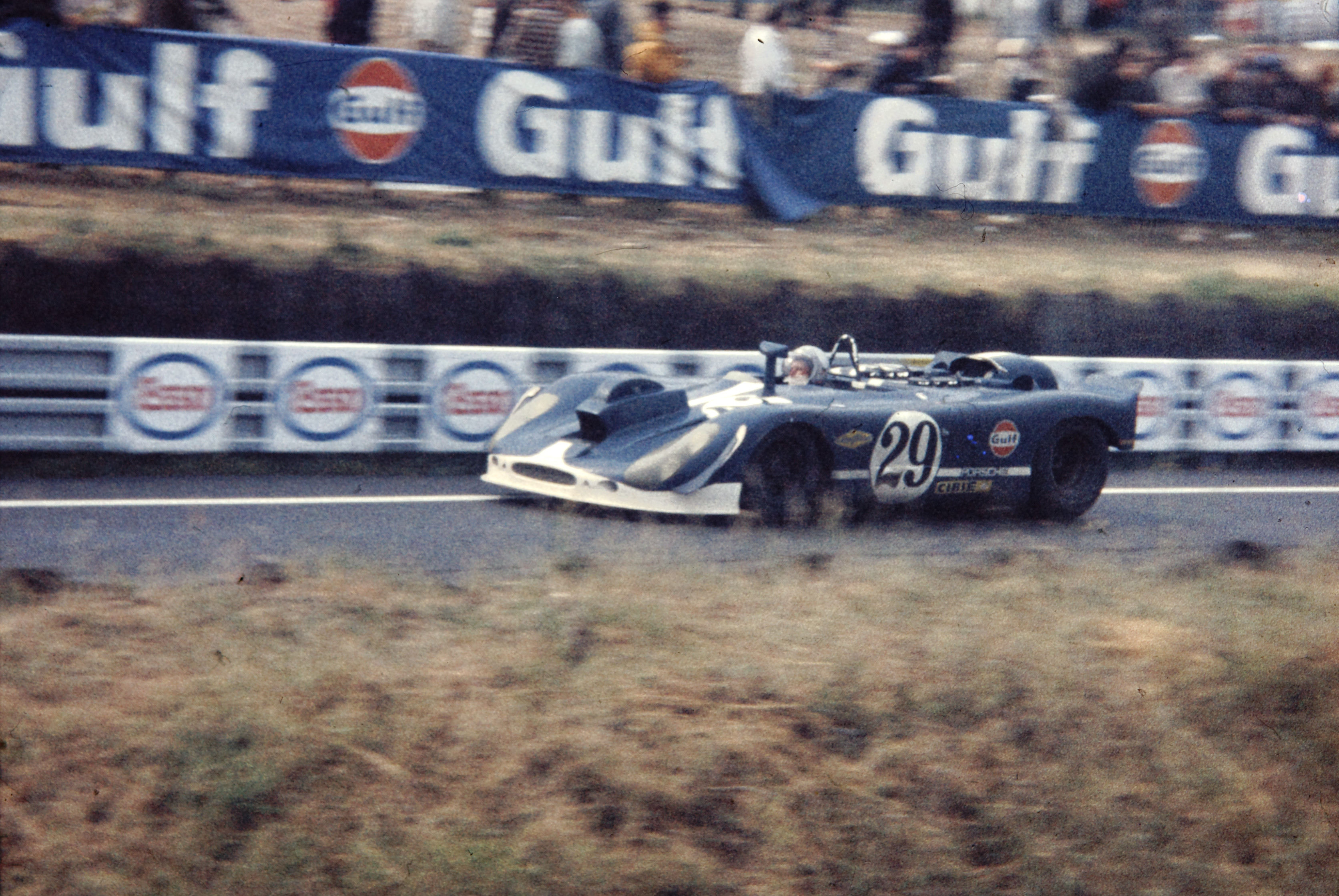
Solar-Productions-Porsche 908, der Kamerawagen für den Le-Mans-Film von Steve McQueen

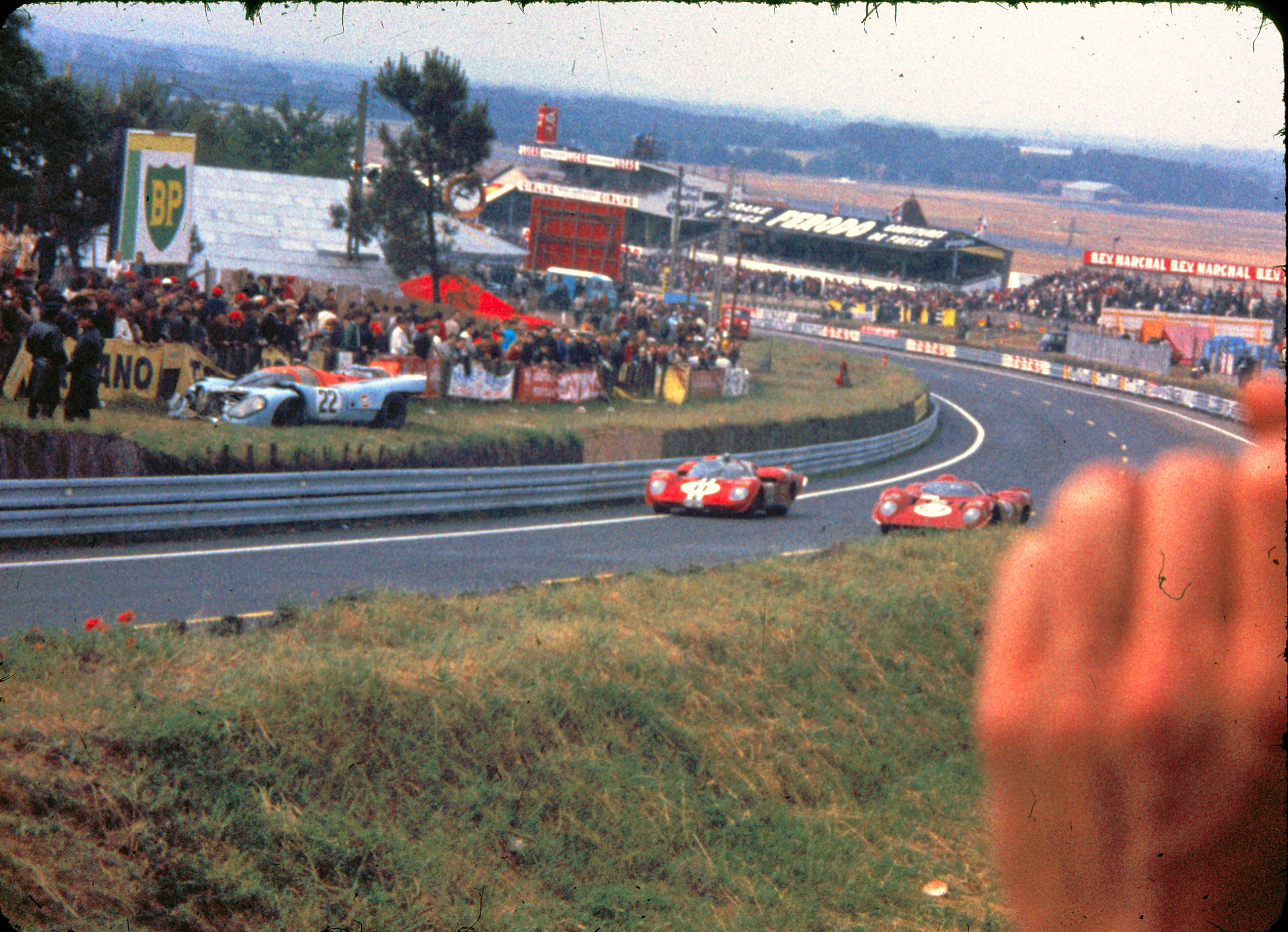
Zwei der NART-Ferrari bei der Anfahrt zum Dunlop-Bogen. Links der verunfallte Porsche 917K von David Hobbs und Mike Hailwood

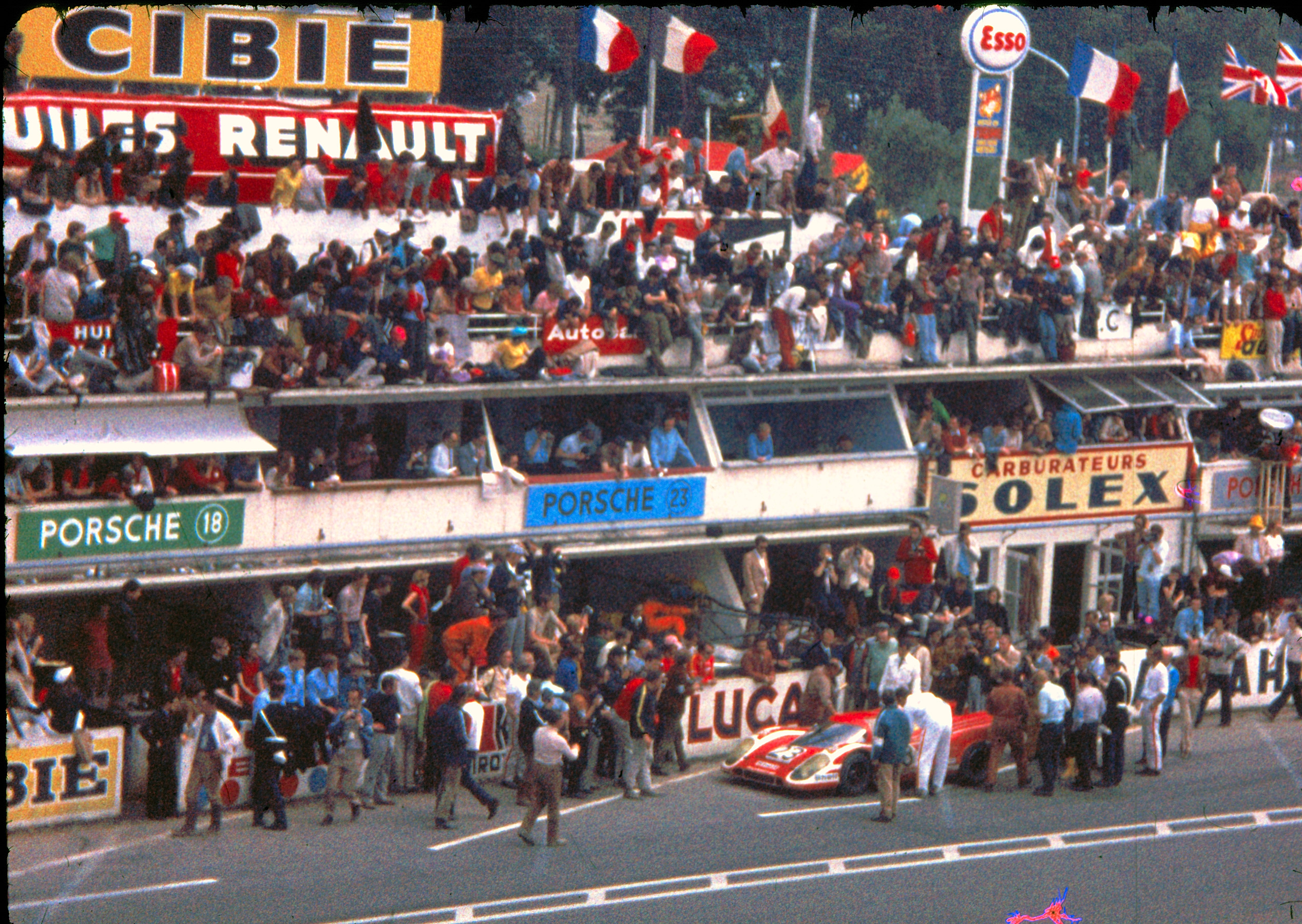
Der siegreiche Porsche 917K beim letzten Boxenstopp

Das 38. 24-Stunden-Rennen von Le Mans, der 38e Grand Prix d’Endurance les 24 Heures du Mans, auch 24 Heures du Mans, Circuit de la Sarthe, Le Mans, fand vom 13. bis 14. Juni 1970 auf dem Circuit des 24 Heures statt.

## Vor dem Rennen

### Porsche
Nachdem Porsche den Gesamtsieg im Vorjahr nur ganz knapp verfehlt hatte, wollte die Führung der Rennmannschaft in Zuffenhausen nichts mehr dem Zufall überlassen. Zu Beginn der Saison schloss Porsche eine Vereinbarung mit John Wyer und machte damit dessen britischen Rennstall zu einem Werksteam. John-Wyer-Automotive-Rennleiter John Horsman hatte bei Testfahrten für das 1000-km-Rennen von Zeltweg die rettende Idee, die das diffizile Fahrverhalten des Porsche 917 nachhaltig verbesserte. Er ließ am Heck der Wagen kleine Aluminiumleisten anbringen, die dem Wagen eine verbesserte Stabilität gaben. Diese Kurzheckversionen setzte Wyer in der Marken-Weltmeisterschaft ein, wo das Team von Sieg zu Sieg eilte.
Nach Le Mans kam das Wyer-Team mit drei Fahrzeugen. Pedro Rodríguez, der 1968 das Rennen für John Wyer auf einem Ford GT40 gewonnen hatte, teilte sich seinen 917 mit dem Finnen Leo Kinnunen. David Hobbs und Mike Hailwood, im Vorjahr Dritte in der Gesamtwertung, pilotierten den zweiten Porsche. Das schnellste Duo bildeten die beiden Porsche-Werksfahrer Jo Siffert und Brian Redman.
Martini Racing, das Team von Hans-Dieter Dechent, setzte einen der schnellen 917 Langheck ein. Gefahren wurde der wegen seiner psychedelischen Farben als „Hippie-917“ bezeichnete Wagen von Gérard Larrousse und Willi Kauhsen. Das Team setzte auch einen schon in die Jahre gekommenen Porsche 908 Langheck ein, den die beiden Österreicher Helmut Marko und Rudi Lins steuerten. Der 908 war zwar bei Weitem nicht so schnell wie der 917, galt aber als besonders standfest und somit als „sichere Variante“.
Überraschend war das Antreten eines dritten Porsche-Teams. Louise Piëch, die Tochter von Ferdinand Porsche, ließ über ihre Salzburger Porsche Holding zwei in den österreichischen Farben rot-weiß gestreifte 917 nach Le Mans bringen. Einen 917 Langheck, der von Vic Elford und Kurt Ahrens gefahren wurde und einen neuen 4,9-Liter-Motor hatte. Einen 917 Kurzheck fuhren Hans Herrmann und Richard Attwood.

### Ferrari
Enzo Ferrari hatte 1969 Firmenanteile an FIAT verkauft und investierte einen Teil des Erlöses in den Bau der nötigen 25 Exemplare eines Fünfliter-Sportwagens. Zum Ende des Jahres 1969, ein gutes halbes Kalenderjahr und eine volle Rennsaison später als der 917, wurde der 512S vorgestellt und die durch das Reglement verlangte Kleinserie produziert.
Nach Le Mans kam das Werksteam mit vier Fahrzeugen, gefahren von Jacky Ickx, Peter Schetty, Derek Bell, Clay Regazzoni, Arturo Merzario, Ronnie Peterson, Nino Vaccarella und Ignazio Giunti.
Neben einigen privaten 512er setzten auch die Scuderia Filipinetti, die Ecurie Francorchamps und das North American Racing Team diese Ferrari-Prototypen im Rennen ein.

### Matra und Alfa Romeo
Das Matra-Team kam mit den 3-Liter-V12-Zylinder-Spydern an die Sarthe. Zwei MS650 wurden von Patrick Depailler, Jean-Pierre Jabouille und Tim Schenken sowie François Cevert und dem dreifachen Formel-1-Weltmeister Jack Brabham, der ein überraschendes Comeback in Le Mans gab, gefahren. Den neuen MS660 pilotierten Jean-Pierre Beltoise und Henri Pescarolo.
Autodelta kam mit vier Alfa Romeo Tipo 33 nach Le Mans. Bei Alfa Romeo verstand man den Auftritt als weiteres Lehrjahr, da den Verantwortlichen des italienischen Teams klar war, dass die Spyder wohl kaum ohne technische Probleme durchfahren würden. Als Spitzenfahrer wurde neben dem Deutschen Rolf Stommelen der britische Formel-1-Pilot Piers Courage verpflichtet.

### Das Kamera-Auto
Ein besonderes Privileg wurde dem US-amerikanischen Schauspieler Steve McQueen zuteil. Die Meldung, gemeinsam mit Jackie Stewart, auf einem Porsche 917 am Rennen teilzunehmen, wurde vom Automobile Club de l’Ouest zwar abgewiesen, aber die Offiziellen erlaubten die Teilnahme eines Kamerawagens, um authentisches Material für seinen Le-Mans-Film zu drehen. Gefahren wurde der Porsche 908 – der mit drei Kameras bestückt war – von Herbert Linge und Jonathan Williams.
Als Starter fungierte der Porsche-Miteigentümer Ferry Porsche.

## Das Rennen
Im Training hatte Vic Elford die Zeit von Rolf Stommelen aus dem Vorjahr um 3 Sekunden unterboten. Die Rundenzeit von 3.19.080 entsprach einem Schnitt von 242,685 km/h. So schnell war noch nie ein Rennwagen in Le Mans gefahren.
Der traditionelle Le-Mans-Start war in seiner alten Form Geschichte. Die Rennwagen wurden zwar noch immer schräg zu Fahrbahn, in der Reihenfolge der Trainingszeiten, aufgestellt. Die Piloten mussten jedoch nicht mehr über die Straße laufen, um zu ihren Autos zu gelangen, sondern saßen bereits angegurtet in den Boliden, als die Startflagge fiel.

### Ferrari-Desaster in Maison Blanche
In der zweiten Rennstunde des Rennens ereignete sich für Ferrari eine regelrechte Katastrophe, als der Schwede Reine Wisell, der sich einen Ferrari 512 der Scuderia Filipinetti mit Jo Bonnier teilte, durch eine ölverschmierte Frontscheibe behindert, in langsamer Fahrt an die Boxen kam. Clay Regazzoni im Werks-Ferrari konnte nicht rechtzeitig ausweichen und fuhr in den Wagen von Wisell. Mike Parkes, der mit dem zweiten Filipinetti-512 dichtauf folgte, hatte keine Chance mehr, den querstehenden Autos auszuweichen und komplettierte das Crash-Trio. Zu allem Übel nahte dem Unglücksort Derek Bell, der stark abbremste und einen weiteren Unfall vermied, dabei den Motor seines Ferrari aber überdrehte und ebenfalls ausschied. Mit einem Schlag waren vier 512er eliminiert. Es kam aber noch schlimmer. In der Nacht hatte der an zweiter Stelle liegende Jacky Ickx einen schweren Unfall, der einen Streckenposten tötete. Nur das US-Duo Sam Posey und Ronnie Bucknum für das North American Racing Team und der 512 der Ecurie Francorchamps, mit Alistair Walker und Hughes de Fierlant am Steuer, kamen durch und belegten den vierten bzw. fünften Gesamtrang, allerdings mit bereits mehr als 400 km Rückstand auf den siegreichen Porsche.

### Der weitere Rennverlauf
Zu diesem Zeitpunkt war der Porsche 917 von Rodríguez/Kinnunen mit einem defekten Kühler ausgefallen und der Werks-Ferrari von Vaccarella/Giunti mit Motorschaden ausgerollt. Als Mike Hailwood knapp nach dem Ferrari-Desaster in den Porsche-Kurven einen Unfall hatte, waren sieben Fahrzeuge der zehn Trainingsschnellsten nach 1 ½ Rennstunden ausgeschieden. Damit verlor das Rennen schon zu Beginn an Spannung.
Mit ein Grund für die vielen Ausrutscher war Regen, der bis zum Einbruch des Abends immer stärker wurde. Alle drei Matra fielen durch defekte Zylinder noch vor Mitternacht aus. Auch von den Alfa Romeos kam keiner ins Ziel. Für das John-Wyer-Team endete das Rennen ebenfalls noch am Samstag. Jo Siffert überdrehte – in Führung liegend – den Motor seines Porsches bei einer Überrundung und musste aufgeben.
Bis zur 18. Rennstunde führte der Elford/Ahrens-Porsche, dann streikte der neue 4,9-Liter-Motor. Ausgerechnet Hans Herrmann, der im Vorjahr das Rennen so knapp gegen Jacky Ickx verloren hatte, fuhr den ersten Porsche-Gesamtsieg in Le Mans ein. Das Porsche-Austria-Team führte einen Porsche-Dreifachsieg an. Hans Herrmann, ein Veteran des Motorsports, der sein Formel-1-Debüt 1954 gegeben hatte und noch bei der Mille Miglia am Start war, erklärte bei der Pressekonferenz nach dem Rennen seinen Rücktritt vom Rennsport.
16 Fahrzeuge – darunter auch der Kamerawagen – kamen ins Ziel, aber nur sieben wurden gewertet. Schon vor dem Rennen wurde die über die Jahre an Attraktionen nicht gerade arme Veranstaltung um eine weitere beraubt. Ein Team aus den Bahamas verpasste die Qualifikation. Es wäre das erste Rennteam aus dem Inselstaat gewesen, das am 24-Stunden-Rennen teilnimmt.

## Ergebnisse

### Piloten nach Nationen
| 30 Franzosen | 17 Briten       | 11 Schweizer | 9 Deutsche     | 9 Italiener    |
| 8 Belgier    | 5 US-Amerikaner | 3 Schweden   | 2 Niederländer | 2 Österreicher |
| 2 Spanier    | 1 Australier    | 1 Finne      | 1 Luxemburger  | 1 Mexikaner    |

### Schlussklassement
| Pos.               | Klasse  | Nr. | Team                             | Fahrer                                                                                       | Chassis                     | Motor                 | Reifen | Runden |
| ------------------ | ------- | --- | -------------------------------- | -------------------------------------------------------------------------------------------- | --------------------------- | --------------------- | ------ | ------ |
| 1                  | S 5.0   | 23  | Porsche KG Salzburg              | Hans Herrmann Richard Attwood                                                                | Porsche 917K                | Porsche 4.5L Flat-12  | G      | 343    |
| 2                  | S 5.0   | 3   | Martini International Racing     | Gérard Larrousse Willi Kauhsen                                                               | Porsche 917L                | Porsche 4.5L Flat-12  | G      | 338    |
| 3                  | P 3.0   | 27  | Martini International Racing     | Rudi Lins Helmut Marko                                                                       | Porsche 908/2L              | Porsche 3.0L Flat-8   | G      | 335    |
| 4                  | S 5.0   | 11  | North American Racing Team       | Ronnie Bucknum Sam Posey                                                                     | Ferrari 512S                | Ferrari 5.0L V12      | G      | 313    |
| 5                  | S 5.0   | 12  | Ecurie Francorchamps             | Hughes de Fierlant Alistair Walker                                                           | Ferrari 512S                | Ferrari 5.0L V12      | F      | 305    |
| 6                  | GT 2.0  | 40  | Établissement Sonauto            | Claude Ballot-Léna Guy Chasseuil                                                             | Porsche 914/6 GT            | Porsche 2.0L Flat-6   | D      | 285    |
| 7                  | GT 2.5  | 47  | Écurie Luxembourg                | Erwin Kremer Nicolas Koob                                                                    | Porsche 911S                | Porsche 2.3L Flat-6   | D      | 282    |
| Nicht klassiert    |         |     |                                  |                                                                                              |                             |                       |        |        |
| 8                  | GT 5.0  | 2   | Greder Racing                    | Henri Greder Jean-Pierre Rouget                                                              | Chevrolet Corvette C3       | Chevrolet 7.0L V8     | G      | 286    |
| 9                  | P 3.0   | 29  | Solar Productions                | Herbert Linge Jonathan Williams                                                              | Porsche 908/2 (Kamera-Auto) | Porsche 3.0L Flat-8   | G      | 282    |
| 10                 | P 3.0   | 57  | North American Racing Team       | Tony Adamowicz Chuck Parsons                                                                 | Ferrari 312P                | Ferrari 3.0L V12      | G      | 281    |
| 11                 | GT 2.5  | 62  | René Mazzia                      | René Mazzia Pierre Mauroy                                                                    | Porsche 911S                | Porsche 2.2L Flat-6   | D      | 275    |
| 12                 | GT 2.0  | 42  | Wicky Racing Team                | Sylvain Garant Guy Verrier                                                                   | Porsche 911T                | Porsche 2.0L Flat-6   | D      | 271    |
| 13                 | GT 2.5  | 67  | Jacques Dechaumel                | Jean-Claude Parot Jacques Dechaumel                                                          | Porsche 911S                | Porsche 2.2L Flat-6   | D      | 271    |
| 14                 | GT 2.5  | 45  | Claude Laurent                   | Claude Laurent Jacques Marché                                                                | Porsche 911S                | Porsche 2.2L Flat-6   | D      | 262    |
| 15                 | GT 2.0  | 64  | Claude Haldi Hart Ski Racing     | Jean Sage Pierre Greub                                                                       | Porsche 911S                | Porsche 2.0L Flat-6   | D      | 254    |
| 16                 | GT 2.0  | 66  | Raymond Touroul                  | Jean-Claude Lagniez Claude Swietlik                                                          | Porsche 911S                | Porsche 2.0L Flat-6   | D      | 231    |
| Disqualifiziert    |         |     |                                  |                                                                                              |                             |                       |        |        |
| 17                 | P 3.0   | 35  | Autodelta SpA                    | Nanni Galli Rolf Stommelen                                                                   | Alfa Romeo T33/3            | Alfa Romeo 3.0L V8    | F      | 213    |
| Ausgefallen        |         |     |                                  |                                                                                              |                             |                       |        |        |
| 18                 | P 3.0   | 34  | Donald Healey Motor Company      | Roger Enever Andrew Hedges                                                                   | Healey SR XR37              | Repco 740 3.0L V8     | D      | 264    |
| 19                 | S 5.0   | 25  | Porsche KG Salzburg              | Vic Elford Kurt Ahrens                                                                       | Porsche 917L                | Porsche 4.9L Flat-12  | G      | 225    |
| 20                 | P 3.0   | 36  | Autodelta SpA                    | Piers Courage Andrea de Adamich                                                              | Alfa Romeo T33/3            | Alfa Romeo 3.0L V8    | F      | 222    |
| 21                 | P 2.0   | 49  | Paul Watson Racing Organisation  | Ian Skailes John Hine                                                                        | Chevron B16                 | Cosworth FVC 1.8L I4  | D      | 213    |
| 22                 | P 2.0   | 44  | Paul Watson Racing Organisation  | Clive Baker Digby Martland                                                                   | Chevron B16                 | BMW 2.0L I4           | D      | 187    |
| 23                 | P 2.5   | 61  | Wicky Racing Team                | André Wicky Jean-Pierre Hanrioud                                                             | Porsche 907                 | Porsche 2.2L Flat-6   | D      | 161    |
| 24                 | S 5.0   | 20  | John Wyer Automotive Engineering | Jo Siffert Brian Redman                                                                      | Porsche 917K                | Porsche 4.9L Flat-12  | F      | 156    |
| 25                 | S 5.0   | 5   | SpA Ferrari SEFAC                | Jacky Ickx Peter Schetty                                                                     | Ferrari 512S                | Ferrari 5.0L V12      | F      | 142    |
| 26                 | GT 2.5  | 63  | Rey Racing                       | Jacques Rey Bernard Chenevière                                                               | Porsche 911S                | Porsche 2.3L Flat-6   | D      | 132    |
| 27                 | S 5.0   | 9   | Escuderia Montjuich              | José Juncadella Juan Fernández                                                               | Ferrari 512S                | Ferrari 5.0L V12      | F      | 130    |
| 28                 | P 2.0   | 60  | Guy Verrier                      | Daniel Rouveyran Willy Meier                                                                 | Porsche 910                 | Porsche 2.0L Flat-6   |        | 128    |
| 29                 | GT 2.5  | 65  | Claude Haldi Hart Ski Racing     | Claude Haldi Arthur Blank                                                                    | Porsche 911S                | Porsche 2.2L Flat-6   | D      | 124    |
| 30                 | P 2.0   | 46  | Christian Poirot                 | Christian Poirot Ernst Kraus                                                                 | Porsche 910                 | Porsche 2.0L Flat-6   | D      | 120    |
| 31                 | S 5.0   | 18  | AAW Racing Team with David Piper | David Piper Gijs van Lennep                                                                  | Porsche 917K                | Porsche 4.5L Flat-12  | D      | 112    |
| 32                 | S 5.0   | 16  | Scuderia Filipinetti             | Giampiero Moretti Corrado Manfredini                                                         | Ferrari 512S                | Ferrari 5.0L V12      | G      | 111    |
| 33                 | S 5.0   | 4   | Racing Team VDS                  | Teddy Pilette Gustave Gosselin                                                               | Lola T70 Mk. IIIB           | Chevrolet 4.9L V8     | F      | 109    |
| 34                 | GT 2.5  | 43  | Jean-Pierre Gaban                | Jean-Pierre Gaban Willy Braillard                                                            | Porsche 911S                | Porsche 2.2L Flat-6   | D      | 109    |
| 35                 | P 3.0   | 31  | Equipe Matra Simca               | Jean-Pierre Beltoise Henri Pescarolo                                                         | Matra MS660                 | Matra 3.0L V12        | G      | 79     |
| 36                 | P 3.0   | 32  | Equipe Matra Simca               | Jack Brabham François Cevert                                                                 | Matra MS650                 | Matra 3.0L V12        | G      | 76     |
| 37                 | P 3.0   | 30  | Equipe Matra Simca               | Patrick Depailler Jean-Pierre Jabouille                                                      | Matra MS650                 | Matra 3.0L V12        | G      | 70     |
| 38                 | GT 2.5  | 59  | Jean Egreteaud                   | Jean Égreteaud Jean Mésange                                                                  | Porsche 911S                | Porsche 2.2L Flat-6   | F      | 70     |
| 39                 | P 2.0   | 50  | Écurie Intersports S.A.          | Guy Ligier Jean-Claude Andruet                                                               | Ligier JS1                  | Cosworth FVC 1.8L I4  | M      | 65     |
| 40                 | S 5.0   | 10  | North American Racing Team       | Helmut Kelleners Georg Loos                                                                  | Ferrari 512S                | Ferrari 5.0L V12      | G      | 54     |
| 41                 | S 2.0   | 22  | John Wyer Automotive Engineering | David Hobbs Mike Hailwood                                                                    | Porsche 917K                | Porsche 4.5L Flat-12  | F      | 49     |
| 42                 | P 3.0   | 38  | Autodelta SpA                    | Teodoro Zeccoli Carlo Facetti                                                                | Alfa Romeo T33/3            | Alfa Romeo 3.0L V8    | F      | 43     |
| 43                 | S 5.0   | 7   | SpA Ferrari SEFAC                | Derek Bell Ronnie Peterson                                                                   | Ferrari 512S                | Ferrari 5.0L V12      | F      | 39     |
| 44                 | S 5.0   | 8   | SpA Ferrari SEFAC                | Arturo Merzario Clay Regazzoni                                                               | Ferrari 512S                | Ferrari 5.0L V12      | F      | 38     |
| 45                 | GT +5.0 | 1   | Écurie Léopard                   | Joseph Bourdon Jean-Claude Aubriet                                                           | Chevrolet Corvette C3       | Chevrolet 7.0L V8     | D      | 37     |
| 46                 | S 5.0   | 15  | Scuderia Filipinetti             | Mike Parkes Herbert Müller                                                                   | Ferrari 512S                | Ferrari 5.0L V12      | G      | 37     |
| 47                 | S 5.0   | 14  | Scuderia Filipinetti             | Joakim Bonnier Reine Wisell                                                                  | Ferrari 512S                | Ferrari 5.0L V12      | G      | 36     |
| 48                 | S 5.0   | 21  | John Wyer Automotive Engineering | Pedro Rodríguez Leo Kinnunen                                                                 | Porsche 917K                | Porsche 4.9L Flat-12  | F      | 22     |
| 49                 | P 2.0   | 48  | Levi’s International Racing      | Julian Vernaeve Yves Deprez                                                                  | Chevron B16                 | Mazda 10A 1.0L Wankel | D      | 19     |
| 50                 | S 5.0   | 6   | SpA Ferrari SEFAC                | Nino Vaccarella Ignazio Giunti                                                               | Ferrari 512S                | Ferrari 5.0L V12      | F      | 7      |
| 51                 | P 3.0   | 37  | Autodelta SpA                    | Toine Hezemans Masten Gregory                                                                | Alfa Romeo T33/3            | Alfa Romeo 3.0L V8    | F      | 5      |
| Nicht gestartet    |         |     |                                  |                                                                                              |                             |                       |        |        |
| 52                 | S 5.0   | 24  | Porsche KG Salzburg              | Rico Steinemann Dieter Spoerry Vic Elford Kurt Ahrens Hans Herrmann Richard Attwood          | Porsche 917K                | Porsche 4.5L Flat-12  | G      | 1      |
| 53                 | P 3.0   | 28  | Martini International Racing     | Dieter Spoerry André de Cortanze Rudi Lins Hans-Dieter Dechent Gérard Larrousse Gerhard Koch | Porsche 908/2               | Porsche 3.0 Flat-8    | D      | 2      |
| 54                 | P 3.0   | 39  | North American Racing Team       | Tony Adamowicz Sam Posey Chuck Parsons                                                       | Ferrari 312P                | Ferrari 3.0L V12      | G      | 3      |
| 55                 | GT 2.0  | 41  | Wickey Racing Team               | Sylvain Garant Jéan Mesange Bernard Cheneviére                                               | Porsche 911S                | Porsche 2.0L Flat-6   |        | 3      |
| Nicht qualifiziert |         |     |                                  |                                                                                              |                             |                       |        |        |
| 56                 | S 5.0   | 17  | Grand Bahama Racing              | Robin Ormes David Prophet                                                                    | Lola T70 MKIIIB             | Chevrolet 5.0 V8      | G      | 4      |
| 57                 | S 2.0   | 68  | Roy Johnson                      | Roy Johnson Erwin Barnes Yves Martin                                                         | Chevron B8                  | BMW 2.0 L4            |        | 4      |

1 zurückgezogen
2 Unfall im Training
3 Ersatzwagen
4 nicht qualifiziert

### Nur in der Meldeliste
Hier finden sich Teams, Fahrer und Fahrzeuge die ursprünglich für das Rennen gemeldet waren, aber aus den unterschiedlichsten Gründen daran nicht teilnahmen.
| Pos. | Klasse | Nr. | Team                                              | Fahrer                                            | Chassis                   | Motor                | Reifen |
| ---- | ------ | --- | ------------------------------------------------- | ------------------------------------------------- | ------------------------- | -------------------- | ------ |
| 58   | S 5.0  | 13  | Grand Bahama Racing                               | Mike d'Udy Frank Gardner                          | Ferrari 512S              | Ferrari 5.0L V12     |        |
| 59   | S 3.0  | 41  | Escuderia Montjuich                               | José Juncudella Juan Fernandez Gordon Spice       | Porsche 908/02            | Porsche 3.0L Flat-8  |        |
| 60   | P 3.0  | 43  | Donald Healey Motor Company                       |                                                   | Healey SR XR37            | Repco 740 3.0L V8    |        |
| 61   | P 2.5  | 54  | Guy Verrier                                       | Guy Verrier Frederic Mural                        | Porsche 907               | Porsche 2.2L Flat-6  |        |
| 62   | GT 2.0 | 62  | Hart Ski Racing Team                              | Arthur Blank                                      | Porsche 914/6             | Porsche 2.0L Flat-6  |        |
| 63   | GT 2.0 | 63  | Wicky Racing Team                                 | Willy Meier Jean Mésange                          | Porsche 914/6             | Porsche 2.0L Flat-6  |        |
| 64   | GT 2.0 | 64  | Jean-Pierre Gaban                                 | Jean-Pierre Gaban Roger van der Schrick           | Porsche 911S              | Porsche 2.0L Flat-6  |        |
| 65   | P 2.0  | 66  | Paul Watson Racing Organisation                   |                                                   | Chevron B16               | BMW 2.0L I4          |        |
| 66   | GT 2.0 | 71  | Établissement Sonauto                             | Claude Ballot-Léna Guy Chasseuil                  | Porsche 911S              | Porsche 2.0L Flat-6  |        |
| 67   | GT 2.0 | 72  | Ecurie Luxembourg                                 | Nicolas Koob Noel von Assche                      | Porsche 914/6             | Porsche 2.0L Flat-6  |        |
| 68   | P 2.0  | 76  | Ecurie Armagnac                                   | Claude Larrieu Juan Fernandez                     | Chevron B16               | BMW 2.0L I4          |        |
| 69   | P 2.0  | 77  | Paul Watson Racing Organisation                   |                                                   | Chevron B16               | Ford 2.0L I4         |        |
| 70   | P 1.3  | 81  | Jack Wheeler                                      | Jack Wheeler Mark Davidson                        | Ginetta G12               |                      |        |
| 71   | P 1.3  | 83  | André Moynet                                      | Max Jean René Ligonnet André Moynet               | Moynet LM68               | Simca 1.3L I4        |        |
| 72   | P 2.0  | 85  | Mazda Auto Tokyo Co Ltd                           |                                                   | Mazda M10A                | Mazda 2R Wankel      |        |
| 73   | P 2.0  | 86  | Mazda Auto Tokyo Co Ltd                           |                                                   | Mazda M10A                | Mazda 2R Wankel      |        |
| 74   | P 2.0  | 87  | Mazda Auto Tokyo Co Ltd                           |                                                   | Mazda M10A                | Mazda 2R Wankel      |        |
| 75   | S 5.0  |     | SpA Ferrari SEFAC                                 | Mario Andretti Chris Amon                         | Ferrari 512S              | Ferrari 5.0L V12     |        |
| 76   | S 5.0  |     | SpA Ferrari SEFAC                                 | John Surtees Jackie Oliver                        | Ferrari 512S              | Ferrari 5.0L V12     |        |
| 77   | S 5.0  |     | Equipe Nationale Belge                            | Derek Bell                                        | Ferrari 512S              | Ferrari 5.0L V12     |        |
| 78   | P 2.0  |     | Arthur Blanck                                     |                                                   | Chevron B16               | Opel 2.0L I4         |        |
| 79   | S 5.0  | 9   | Barracuda Racing                                  | Jean Guichet Régis Fraissinet                     | Ferrari 512S              | Ferrari 5.0L V12     |        |
| 80   | S 5.0  | 18  | Michel Martin                                     | Michel Martin                                     | Ford GT40                 | Ford 4.9L V8         |        |
| 81   | S 5.0  | 20  | Trevor Graham                                     | Andrew Hedges Clive Baker                         | Ford GT40                 | Ford 4.9L V8         |        |
| 82   | S 5.0  | 22  | Escuderia Nacional C.S.                           | Àlex Soler-Roig Jorge de Bagration Dieter Quester | Porsche 917               | Porsche 4.5L Flat-12 |        |
| 83   | S 5.0  | 26  | J.W. Automotive Engineering Ltd Solar Productions | Steve McQueen Jackie Stewart                      | Porsche 917               | Porsche 4.5L Flat-12 |        |
| 84   | GT 5.0 | 27  | Jean-Pierre Hanrioud                              | Jean-Pierre Hanrioud Alain Finkelstein            | Ferrari 275 GTB/C         | Ferrari 3.3L V12     |        |
| 85   | P 3.0  | 28  | Equipe Matra Simca                                | François Cevert                                   | Matra MS660               | Matra 3.0L V12       |        |
| 86   | S 3.0  | 30  | Pierre Maublanc                                   | Dominique Martin Pierre Maublanc                  | Porsche 917K              | Porsche 3.0L Flat-8  |        |
| 87   | S 5.0  | 31  | Jacques Foucteau                                  | Jacques Foucteau Patrice Compain                  | Ferrari 365 GTB/4 Daytona | Ferrari 4.4L V12     |        |
| 88   | S 5.0  | 32  | North American Racing Team                        | Robert Mieusset                                   | Ferrari 365 GTB/4 Daytona | Ferrari 4.4L V12     |        |
| 89   | GT 2.5 | 50  | Philippe Farjon                                   | Philippe Farjon                                   | Porsche 911S              | Porsche 2.2L Flat-6  |        |
| 90   | GT 2.5 | 51  | Dieter Fröhlich                                   | Dieter Fröhlich                                   | Porsche 911S              | Porsche 2.2L Flat-6  |        |
| 91   | GT 2.5 | 52  | Automobile Club Ile de France                     | Jean-Claude Lagniez Raymond Touroul               | Porsche 911S              | Porsche 2.2L Flat-6  |        |
| 92   | P 2.0  | 60  | Mark Konig                                        | Mark Konig Paul Vestey                            | Nomad Mk2                 | BRM P56 2.0L V8      |        |
| 93   | S 2.0  | 61  | Michel Roussin                                    |                                                   | Chevron B8                | BMW 2.0L I4          |        |
| 94   | GT 2.0 | 73  | Edgar Herrmann                                    | Edgar Herrmann Eberhard Sindel                    | Porsche 911S              | Porsche 2.0L Flat-6  |        |
| 95   | GT 2.0 | 75  | Joseph Beziau                                     | Lucien Guitteny Daniel Guerin                     | Porsche 911S              | Porsche 2.0L Flat-6  |        |
| 96   | P 1.6  | 79  | Société Darnval                                   | François Libert Ray Calcutt                       | Lenham P70                | Ford 1.6L I4         |        |
| 97   | P 1.3  | 80  | Jack Wheeler                                      |                                                   | Ginetta G12               |                      |        |
| 98   | P 1.3  | 82  | Scuderia Monzeglio                                | Maurizio Zanetti Ugo Locatelli                    | Monzeglio                 | Alfa Romeo 1.3L I4   |        |
| 99   | GT 2.0 | 84  | Aldo Crovello                                     | Jean-Pierre Ralli                                 | Porsche 911S              | Porsche 2.0L Flat-6  |        |
| 100  | S 5.0  |     | Gesipa Racing Team                                | Helmut Kelleners Jürgen Neuhaus                   | Porsche 917K              | Porsche 4.5L Flat-12 |        |

### Index of Performance
| Pos. | Nr. | Fahrer                             | Chassis          | Koeffizient | Platzierung im Gesamtklassement |
| ---- | --- | ---------------------------------- | ---------------- | ----------- | ------------------------------- |
| 1    | 27  | Rudi Lins Helmut Marko             | Porsche 908/2L   | 1.15100     | Rang 3                          |
| 2    | 23  | Hans Herrmann Richard Attwood      | Porsche 917K     | 1.13200     | Gesamtsieg                      |
| 3    | 3   | Gérard Larrousse Willi Kauhsen     | Porsche 917L     | 1.11600     | Rang 2                          |
| 4    | 40  | Claude Ballot-Léna Guy Chasseuil   | Porsche 914/6 GT | 1.04100     | Rang 6                          |
| 5    | 11  | Ronnie Bucknum Sam Posey           | Ferrari 512S     | 1.02600     | Rang 4                          |
| 6    | 47  | Erwin Kremer Nicolas Koob          | Porsche 911S     | 1.00800     | Rang 7                          |
| 7    | 12  | Hughes de Fierlant Alistair Walker | Ferrari 512S     | 1.00000     | Rang 5                          |

### Index of Thermal Efficiency
| Pos. | Nr. | Fahrer                           | Chassis          | Durchschnittsgeschwindigkeit | Fahrzeuggewicht | Liter/100 km | Koeffizient | Platzierung im Gesamtklassement |
| ---- | --- | -------------------------------- | ---------------- | ---------------------------- | --------------- | ------------ | ----------- | ------------------------------- |
| 1    | 3   | Gérard Larrousse Willi Kauhsen   | Porsche 917L     | 189,248 km/h                 | 856 kg          | 38,64        | 0.89000     | Rang 2                          |
| 2    | 40  | Claude Ballot-Léna Guy Chasseuil | Porsche 914/6 GT | 159,761 km/h                 | 902 kg          | 24,99        | 0.80000     | Rang 6                          |
| 3    | 27  | Rudi Lins Helmut Marko           | Porsche 908/2L   | 187,616 km/h                 | 648 kg          | 34,09        | 0.790000    | Rang 3                          |
| 4    | 23  | Hans Herrmann Richard Attwood    | Porsche 917K     | 191,992 km/h                 | 810 kg          | 45,21        | 0.77000     | Gesamtsieg                      |
| 5    | 47  | Erwin Kremer Nicolas Koob        | Porsche 911S     | 157,943 km/h                 | 925 kg          | 29,71        | 0.75000     | Rang 7                          |

### Klassensieger
| Klasse                      | Fahrer             | Fahrer          | Fahrzeug      | Platzierung im Gesamtklassement |
| --------------------------- | ------------------ | --------------- | ------------- | ------------------------------- |
| Index of Performance        | Helmut Marko       | Rudi Lins       | Porsche 908/2 | Rang 3                          |
| Index of Thermal Efficiency | Gérard Larrousse   | Willi Khausen   | Porsche 917L  | Rang 2                          |
| Sportwagen bis 5000 cm³     | Hans Herrmann      | Richard Attwood | Porsche 917K  | Gesamtsieg                      |
| Prototyp bis 3000 cm³       | Helmut Marko       | Rudi Lins       | Porsche 908/2 | Rang 3                          |
| GT-Wagen 2000–2500 cm³      | Erwin Kremer       | Nicolas Koob    | Porsche 911S  | Rang 7                          |
| GT-Wagen bis 2000 cm³       | Claude Ballot-Léna | Guy Chasseuil   | Porsche 914/6 | Rang 6                          |

### Renndaten
- Gemeldet: 100
- Gestartet: 51
- Gewertet: 7
- Rennklassen: 6
- Zuschauer: unbekannt
- Ehrenstarter des Rennens: Ferry Porsche, Eigentümer und Aufsichtsratsvorsitzender von Porsche
- Wetter am Rennwochenende: Regen
- Streckenlänge: 13,469 km
- Fahrzeit des Siegerteams: 24:00:00,000 Stunden
- Gesamtrunden des Siegerteams: 343
- Distanz des Siegerteams: 4607,810 km
- Siegerschnitt: 191,992 km/h
- Pole Position: Vic Elford – Porsche 917L (#25) – 3.19.080 = 242,685 km/h
- Schnellste Rennrunde: Vic Elford – Porsche 917L (#25) – 3.21.000 = 241,235 km/h
- Rennserie: 8. Lauf zur Sportwagen-Weltmeisterschaft 1970